# Legazpi (Madrid)
Legazpi es un barrio administrativo del distrito de Arganzuela y en la ciudad española de Madrid. Al sur limita con el río Manzanares y la M-30 y al norte con los barrios de La Chopera, Las Delicias y Atocha.

## Ubicación
Tiene forma trapezoidal y está situado al sureste del distrito. Se encuentra delimitado por las calles del Vado de Santa Catalina, Bolívar, Bronce, paseo del molino y Maestro Arbós al norte; la autopista de circunvalación M-30 al sureste y el río Manzanares y la M-30 al sur.
Está rodeado por los barrios, pertenecientes al mismo distrito, de La Chopera, Las Delicias y Atocha al norte; Almendrales y Orcasitas, del distrito de Usera, al suroeste, y Entrevías, del distrito de Puente de Vallecas, al sureste. Dentro del sistema actual de división de la ciudad, el distrito de Arganzuela tiene el código 02 y Legazpi el 24.

## Historia
Hasta el siglo XIX el barrio es una zona rural, atravesado en su límite norte por el Camino de Vicálvaro, hoy en día calle de Méndez Álvaro. En 1860 se aprueba el Plan de Ensanche de Madrid de Carlos María de Castro, que en este barrio pretende urbanizar la zona noreste pero que no se llevará a cabo. Desde ese mismo año, con la construcción del ferrocarril de circunvalación que une las estaciones de Atocha-Cercanías y del Norte (hoy en día Príncipe Pío) y especialmente tras la construcción de la Estación de Delicias en 1880 en el vecino barrio de las Delicias, cuyas vías atraviesan el barrio por su zona oeste, la zona comienza a llenarse de fábricas y almacenes, actividades que marcarán la existencia del barrio durante el próximo siglo.

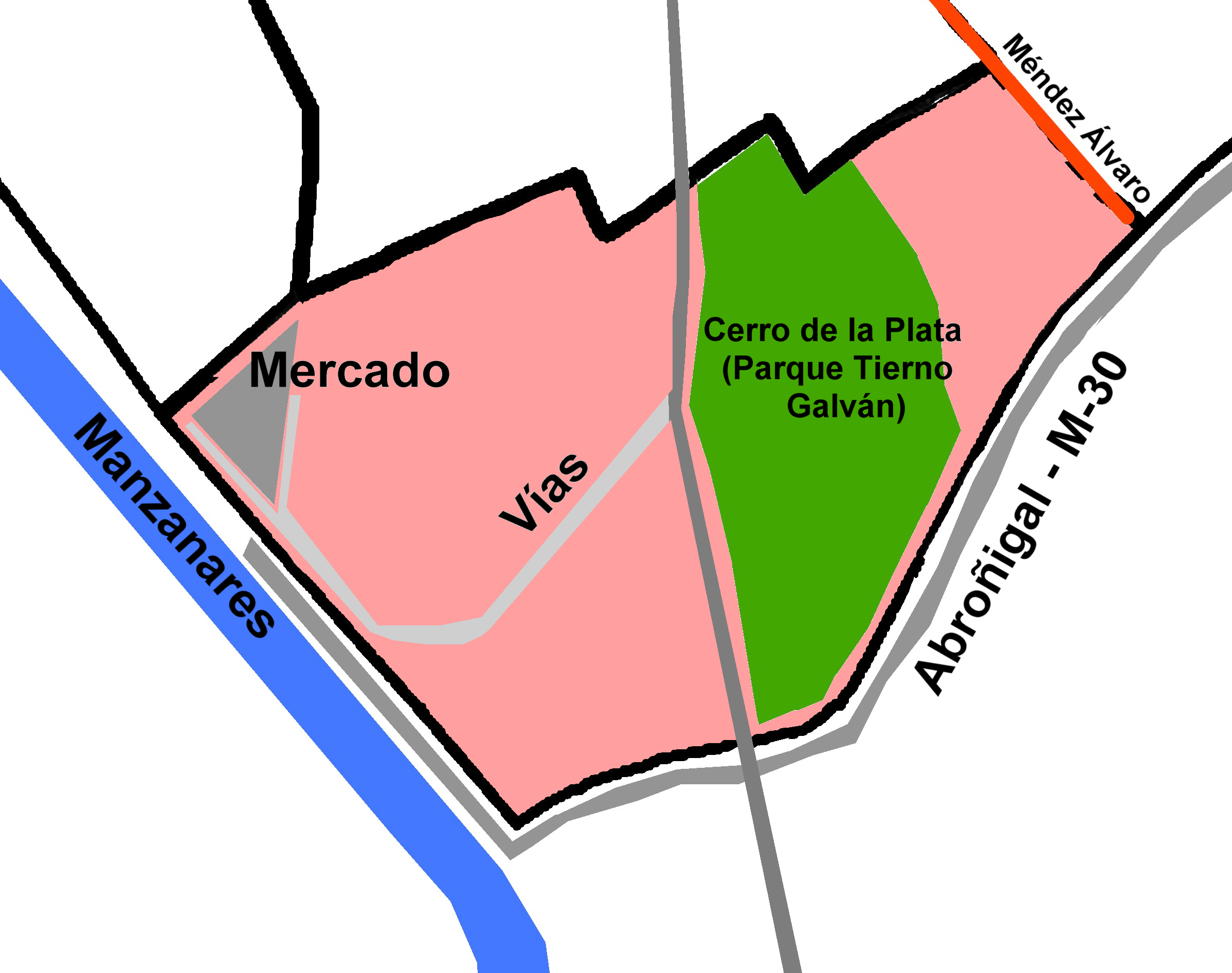
Mapa esquemático del barrio de Legazpi en el que se muestran los puntos principales que configuran su desarrollo.

En 1901 se comienza a construir el puente de la Princesa, ubicado donde actualmente el de Andalucía, que une la calle del Vado de Santa Catalina con la glorieta de Cádiz del distrito de Usera. El puente, fabricado en hierro, fue inaugurado por el rey Alfonso XIII en 1909 y sustituido años después por uno de hormigón. En la zona noreste del barrio, entre la calle de Méndez Álvaro y el arroyo Abroñigal, por donde hoy en día discurre la autopista M-30, había una barriada denominada Barrio del Japón y un parque de limpiezas, mientras que en la zona sur se ubicó la estación depuradora de basuras de La China. Esta zona, con la proximidad del río Manzanares, está ocupada desde antiguo por huertas que perduran hasta los años 1970.
En 1926 se elabora el proyecto de construcción del Mercado central de frutas y verduras, obra de los arquitectos Francisco Javier Ferrero y Luis Bellido y González y del ingeniero José A. Peña Boeuf (ingeniero). El edificio se construye en la zona más occidental del barrio, en el triángulo formado por las calles del Vado de Santa María y Maestro Arbós y el río Manzanares. Se elige este lugar por ser terrenos públicos, ya que desde la Edad Media la zona, conocida como la dehesa de la Arganzuela y que llegaba hasta el puente de Toledo, había pertenecido al concejo de la villa.
Con la construcción del edificio, inaugurado el 23 de abril de 1935, se consagra la zona sur de la ciudad como despensa de la ciudad, ya que años antes se había construido el matadero en el vecino barrio de la Chopera, justo al otro lado de la calle del Vado de Santa María. El edificio se asentó sobre grandes losas de hormigón armado, ya que el terreno no permitía la construcción de unos cimientos lo suficientemente sólidos para aguantar el peso de los camiones que debían transitar sobre él. Contaba con una línea de ferrocarril que lo unía con la estación de Delicias y fue cerrado en los años 1980 al construirse el nuevo mercado central de la ciudad, Mercamadrid.
A partir de los años setenta, con el cierre de la estación de Delicias y el consiguiente traslado de la actividad industrial a las afueras de la ciudad, el barrio comienza a transformarse en zona residencial. Esta transformación continúa hoy en día y, junto a los nuevos bloques de edificios, todavía pueden observarse casas bajas más humildes y antiguas y solares aún sin ocupar. 

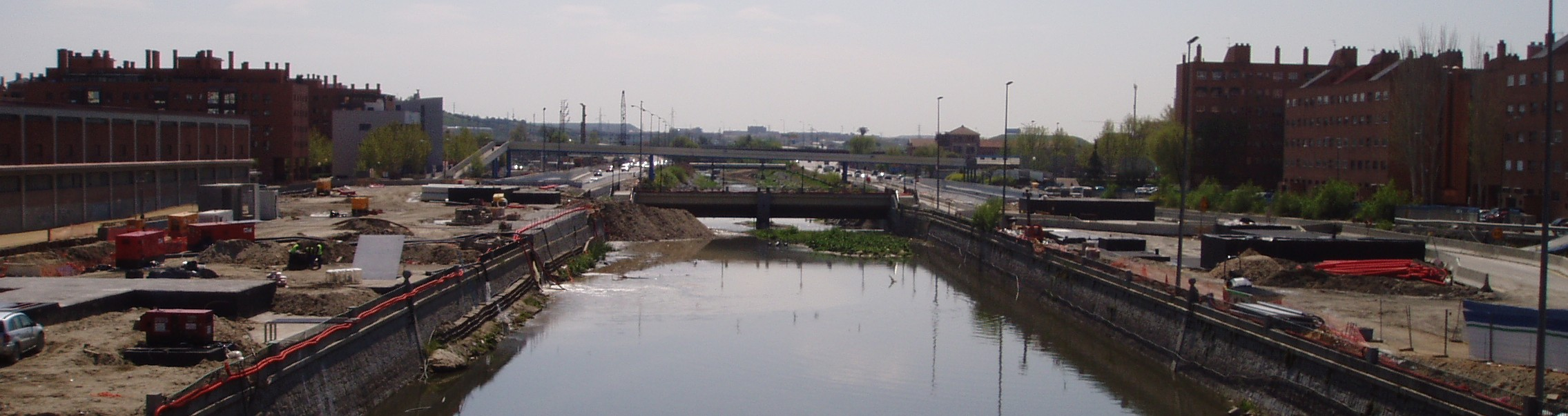
Vista panorámica desde el puente de la Princesa. A la izquierda puede observarse parte del Mercado Central de Frutas y Verduras y, tras él, los nuevos edificios de viviendas surgidos en los últimas años en el barrio de Legazpi. La foto está tomada en abril de 2007, concluidas las obras de soterramiento de la M-30, cuyos túneles de entrada y salida pueden observarse a ambas márgenes del río, bajo la pasarela peatonal. Está proyectado que en los próximos años el espacio liberado se cubra con un parque lineal.

Una parte importante del barrio, prácticamente toda la zona este hasta la M-30, está ocupada en la actualidad por el parque de Enrique Tierno Galván, inaugurado en 1986 en honor del que fuera alcalde de la villa y construido sobre los terrenos antiguamente conocidos como Cerro de la Plata. El soterramiento de la M-30 permitirá en el futuro el acceso desde la zona del antiguo mercado al río Manzanares.
El barrio debe su nombre al conquistador Miguel López de Legazpi.

## Demografía
Según el Anuario estadístico de 2006 del Ayuntamiento de Madrid, la población total del barrio es de 25 550 habitantes.

## Turismo

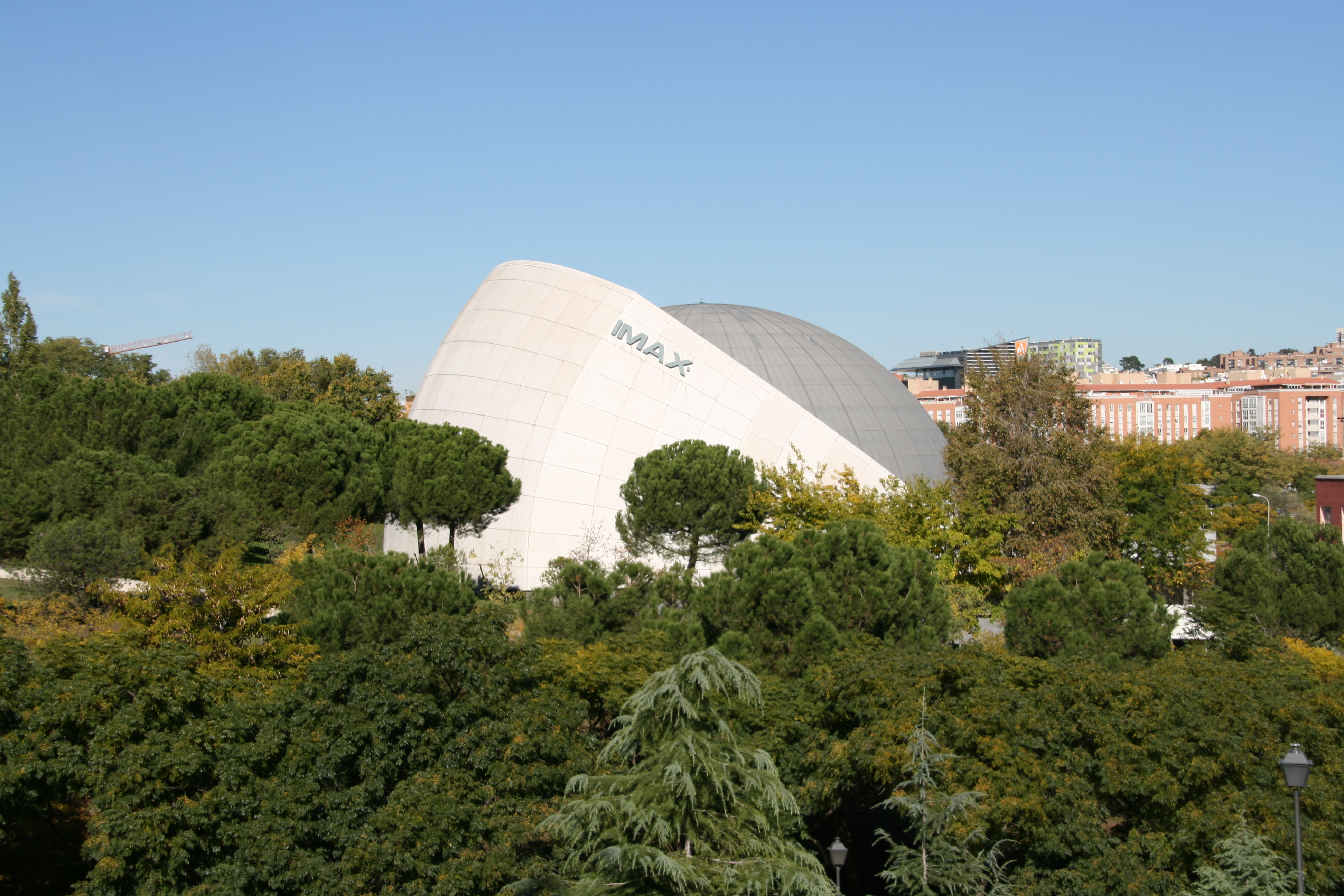
IMAX y parque de Enrique Tierno Galván

En el barrio se encuentran las instalaciones del Planetario de Madrid. Ambos se encuentran en el parque de Enrique Tierno Galván, uno de los más importantes de la capital, desde donde se puede acceder por un corredor peatonal al Museo del Ferrocarril situado en la antigua estación de Delicias, en el vecino barrio de Delicias.
Un edificio a destacar es el antiguo mercado de frutas y verduras de Madrid, situado en el ángulo oeste del barrio. Fue construido en los años 1930 y es de estilo racionalista. Actualmente acoge dependencias municipales, aunque, dentro del proyecto de reforma de la M-30, se baraja la posibilidad de dedicarlo a otras funciones.
La Casa del Reloj es la actual sede de la Junta Municipal del distrito de Arganzuela. En el mismo barrio encontramos el Matadero Madrid , anexo al Madrid Río en el cual se desarrolla un centro cultural, donde se unifica además el ballet nacional de España y la compañía nacional de danza.

## Transportes

### Cercanías Madrid
La única estación de Cercanías del barrio es la de Méndez Álvaro (C-5 y C-10). La de Delicias (C-10, barrio de Delicias) está también cerca del límite norte.

### Metro de Madrid
Las líneas 3 y 6 dan servicio al barrio con las estaciones de Legazpi (ambas líneas), Arganzuela-Planetario y Méndez Álvaro (L6)

### Autobuses
| Línea | Terminales                                            |
| ----- | ----------------------------------------------------- |
| 6     | Jacinto Benavente – Orcasitas                         |
| 8     | Legazpi – Valdebernardo                               |
| 18    | Plaza Mayor – Villaverde Cruce                        |
| 19    | Plaza de Cataluña – Legazpi                           |
| 22    | Legazpi – Villaverde Alto                             |
| 45    | Legazpi – Reina Victoria                              |
| 47    | Atocha – Carabanchel Alto                             |
| 59    | Estación de Atocha – San Cristóbal                    |
| 62    | Cristo Rey – Los Puertos                              |
| 76    | Plaza Beata – Villaverde Alto                         |
| 78    | Embajadores – San Fermín                              |
| 79    | Legazpi – Villaverde Alto                             |
| 85    | Estación de Atocha – Butarque                         |
| 86    | Estación de Atocha – Villaverde Alto                  |
| 102   | Estación de Atocha – Estación de El Pozo              |
| 113   | Méndez Álvaro – Ciudad Lineal                         |
| 123   | Legazpi – Butarque                                    |
| 148   | Callao – Puente de Vallecas                           |
| 152   | Felipe II – Méndez Álvaro                             |
| 156   | Manuel Becerra – Legazpi                              |
| 180   | Arganzuela-Planetario – Legazpi / Estación de El Pozo |
| 247   | Atocha – Colonia San José Obrero                      |
| N11   | Cibeles – Madrid Sur                                  |
| N13   | Cibeles – San Cristóbal                               |
| N14   | Cibeles – Villaverde Alto                             |
| T32   | Legazpi – Mercamadrid                                 |

### Residentes célebres
- Ramoncín, cantante [2]
- José Carlos Molina, cantante y flautista de la banda de folk-rock, Ñu
- Referencias

1. ↑   (enlace roto disponible en Internet Archive; véase el historial, la primera versión y la última).
2. ↑  https://www.ruta66.es/2016/11/vivos/ramoncin-fronton-astelena-eibar/